# Mahábád
Mahábád (persky مهاباد‎, kurdsky مەھاباد) je město v severozápadním Íránu a hlavní město stejnojmenného kraje v provincii Západní Ázerbájdžán. Leží v nadmořské výšce 1300 m jižně od Urmijského jezera v Íránském Kurdistánu. Kurdové tvoří hlavní část obyvatel. Žije zde přibližně 168 tisíc obyvatel.

## Historie
Oblast Mahábádu byla osídlena od 1. tisíciletí př. n. l. , byla centrem Mannského království v říši Médie. V okolí města se nacházejí sásánovské hrobky, vytesané do skal a další archeologické památky téže éry. 
Město vzniklo v 16. století za vlády Safíovců, jeho zakladatelem byl vůdce kurdského kmene Mokrí, sultán Budak, který sídlil v Sablaku. Město se nejprve jmenovalo Sáújbulách, což je turkické slovo pro chladné jaro. Za Kádžárovců se jmenovalo Sáújbulách Mokrí podle kmene, který v něm sídlil. 
V letech 1609-1610 vypukly boje Mokríjů pod vedením „Zlatorukého chána“ proti šáhovi Abbásovi I. Události opěvoval kurdský epos „Pevnost Dym-Dym“. Šáh Abbás po vítězství  oblast zničil a mnoho mukríjských obyvatel deportoval do Chorásanu.

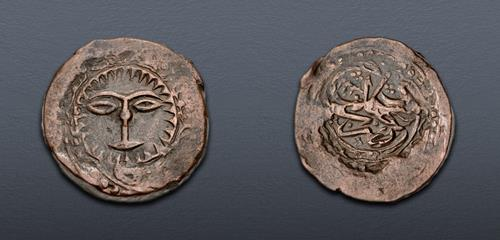
Měděná mince, ražená v Mahabádu v letech 1797–1834

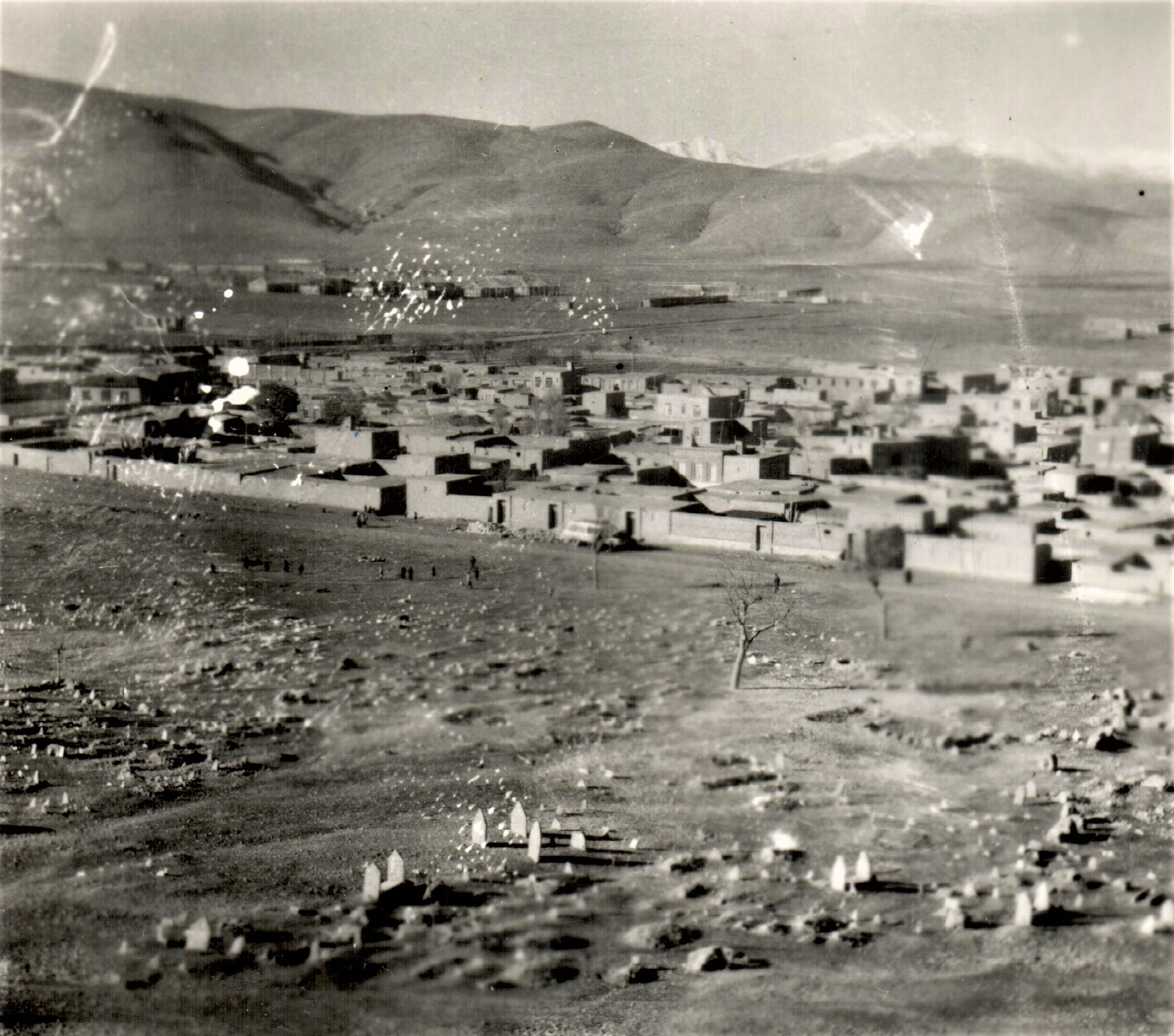
Mahábád (1959)

Na konci roku 1912 byl Sójugbulak obsazen Rusy. Svrchovanost šáha a autorita místního guvernéra byly nominálně zachovány, ale skutečnou mocí ve městě vládl ruský vicekonzul. Během první světové války se několikrát setkal s Rusy a poté s Turky; tato léta zůstala v paměti obyvatelstva jako doba hrozné katastrofy. 
V letech 1925–1941 vládl Rezá Šáh Pahlaví. V roce 1935 město zničila povodeň, po ní bylo znovu postaveno a současný název nese od roku 1936. 
V roce 1941 Mahábad okupovala Rudá armáda, ale brzy jej opustila, takže Mokrínský Kurdistán se stal neutrálním územím mezi sovětskou a britskou okupační zónou.
V letech 1946–1947 bylo hlavním městem Mahábádské republiky a v jeho čele stál Muhammad Kází. V březnu 1947 do Mahábádu vstoupilo šáhovo vojsko, Kázího oběsilo, ostatní vůdci republiky byli také zatčeni a popraveni.

## Významní rodáci
- Masúd Barzání, irácký politik kurdské národnosti
- Masúd Pezeškján, irácký prezident ázerbajdžánsko–kurdské národnosti